# پلی‌گای
پلی‌گای (انگلیسی: Playguy) یک مجلهٔ ماهانهٔ آمریکایی برای مردان همجنسگرا بود که بیشتر به مردان زیر ۲۵ سال اختصاص داشت. این مجله از سال ۱۹۷۶ تا ۲۰۰۹ چاپ می‌شد.